# Stenaoplus impressus
Stenaoplus impressus är en stekelart som beskrevs av Heinrich 1968. Stenaoplus impressus ingår i släktet Stenaoplus och familjen brokparasitsteklar. Inga underarter finns listade i Catalogue of Life.